# 堰口镇 (寿县)
堰口镇，是中华人民共和国安徽省六安市寿县下辖的一个乡镇级行政单位。

## 行政区划
堰口镇下辖以下地区：
大光社区、十字路街道社区、江黄民族街道社区、许寺民族村、魏岗村、高王村、寿丰村、青莲村、双楼村、小集村、马厂村、江黄村、八沟村和红桥村。